# バルタザール・コルマウクル
バルタサール・コルマウクル（Baltasar Kormákur, 1966年2月27日 - ）は、アイスランドの俳優、映画監督、映画プロデューサーである。

## 人物
主な監督作に『101レイキャヴィーク』、『Hafið』、『A Little Trip to Heaven』（ジュリア・スタイルズとフォレスト・ウィテカーが出演）、アーナルデュル・インドリダソンの書籍を原作とした『湿地』がある。
『湿地』は2007年にカルロヴィ・ヴァリ国際映画祭でクリスタル・グローブを受賞した。
2012年、『ザ・ディープ』が第37回トロント国際映画祭などで公開された。また同作は第85回アカデミー賞外国語映画賞のアイスランド代表に選ばれた。

## フィルモグラフィ

### 映画
- Djöflaeyjan (1996) 出演
- Englar alheimsins (2000) 出演
- 101レイキャヴィーク 101 Reykjavík (2000) 監督・出演
- Skrímsli (2001) 出演
- 愛と欲望の果て Minä ja Morrison (2003) 出演
- Hafið (2002) 監督・製作
- 陽のあたる場所から Stormy Weather (2003) 出演・製作
- Dís (2004) 製作
- A Little Trip to Heaven (2005) 監督・脚本・原案・製作
- 湿地（アイスランド語版） Mýrin (2006) 監督・脚本・製作
- Brúðguminn (2008) 監督・脚本・製作
- Reykjavík - Rotterdam (2008) 出演
- 7デイズ Inhale (2010) 監督
- ハード・ラッシュ Contraband (2012) 監督・製作
- ザ・ディープ Djúpið (2012) 監督・脚本
- 2ガンズ 2 Guns (2013) 監督
- エベレスト 3D Everest (2015) 監督・製作
- 好きにならずにいられない Fúsi (2015) 製作
- 殺意の誓約 Eiðurinn (2016) 監督・脚本・製作・出演
- トラフィッカー 運び屋の女 Vultures (2018) 製作
- アドリフト 41日間の漂流 Adrift (2018) 監督・製作
- ビースト Beast (2022) 監督・製作
- TOUCH/タッチ Snerting (2024) 監督・脚本・製作

### テレビシリーズ
- トラップ 凍える死体 Ófærð (2015-2019) 監督・原作・企画・脚本・製作総指揮